# Rusia en los Juegos Olímpicos de Londres 1908
Rusia (Imperio ruso) estuvo representada en los Juegos Olímpicos de Londres 1908 por un total de 6 deportistas que compitieron en 3 deportes.  

## Medallistas
El equipo olímpico ruso obtuvo las siguientes medallas:
| Nombre          | Deporte             | Competición  |
| --------------- | ------------------- | ------------ |
| Oro             |                     |              |
| Nikolai Panin   | Patinaje artístico* | Individual M |
| Plata           |                     |              |
| Nikolai Orlov   | Lucha grecorromana  | 66,6 kg M    |
| Alexandr Petrov | Lucha grecorromana  | +93 kg M     |
| Bronce          |                     |              |
| —               |                     |              |

- (*) – Deporte invernal incluido excepcionalmente en el programa de estos Juegos.